# Kanton Charleville-Mézières-4
Kanton Charleville-Mézières-4 (fr. Canton de Charleville-Mézières-4) je francouzský kanton v departementu Ardensko v regionu Champagne-Ardenne. Tvoří ho obec La Francheville a část města Charleville-Mézières. Zřízen byl v roce 2015.